# Deep Throat (informante)

W. Mark Felt codinome "Deep Throat"

Deep throat (em português, "Garganta Profunda") foi o codinome pelo qual ficou conhecido um informante que deu as informações aos jornalistas do Washington Post que desmascararam o plano do presidente Richard Nixon para destruir os rivais do Partido Democrata, e que ficou conhecido como Caso Watergate, que levou à queda de Nixon. O codinome foi inspirado no filme pornográfico Deep Throat estrelado por Linda Lovelace. A identidade do informante só foi revelada em 2005, quando W. Mark Felt, vice-diretor e segundo homem mais importante do FBI na década de 1970, escreveu um artigo na Vanity Fair contando sua história.
 

Os repórteres do Washington Post, Bob Woodward e Carl Bernstein, assumiram um compromisso de não revelar a fonte da suas matérias até que ela falecesse. Mas um dia depois da revelação de Felt, Woodward escreveu sobre sua relação com ele, disse que procurou Felt depois de escrever, junto com Bernstein, sobre a invasão da sede do Comitê Nacional Democrata no complexo Watergate, em Washington.
"Era um momento em que ter uma fonte ou amigo nas agências investigativas do governo era algo valioso", disse Woodward no Post. "Eu liguei para Felt no FBI... Seria nossa primeira conversa sobre Watergate". Segundo o jornalista, Felt disse que o caso iria "esquentar" e, abruptamente, desligou. No entanto, a partir disso ele passou a dar pistas sobre a história.
Com uma rotina complicada e corrida, Felt e Woodward se encontravam em um estacionamento subterrâneo. O "Garganta Profunda" apenas confirmava as informações que os repórteres obtinham de outras fontes. Aos poucos, a dupla descobriu uma conspiração política.
"Felt acreditava que estava protegendo a agência (FBI) ao encontrar uma maneira clandestina de vazar informações dos interrogatórios e arquivos do FBI para o público, a fim de construir uma pressão pública e política para que Nixon e sua equipe fossem responsabilizados", escreveu Woodward. "Ele só tinha desprezo pela Casa Branca de Nixon e seus esforços de manipular a agência por razões políticas".
Mark faleceu no dia 19 de Dezembro de 2008 aos 94 anos.

## Na cultura popular
O codinome foi inspirado no filme pornográfico de muito sucesso na época do escândalo, Deep Throat estrelado por Linda Lovelace e dirigido por Gerard Damiano. 

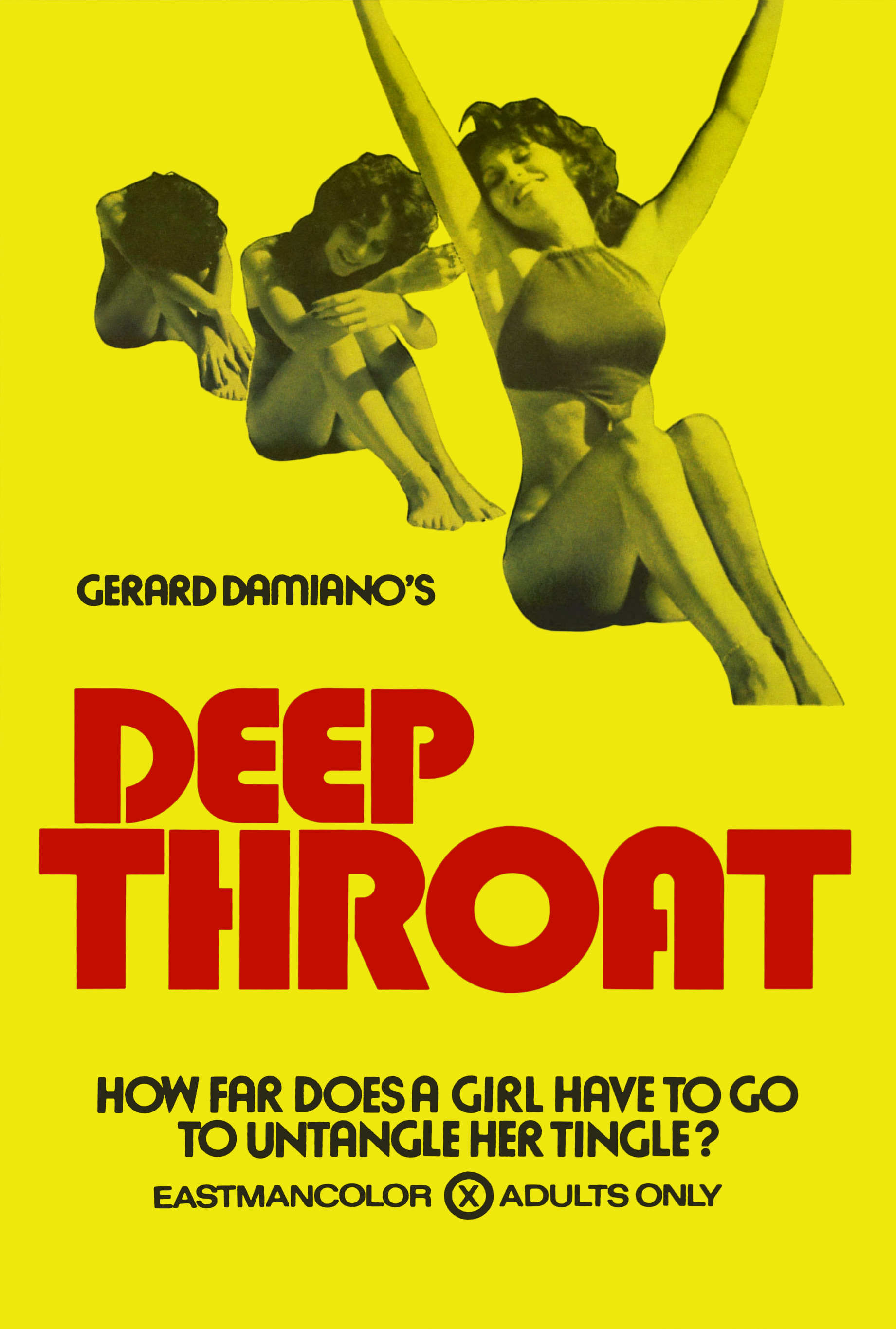
Poster do filme pornográfico que inspirou o codinome do informante.

Em All the President's Men, dirigido por Alan J. Pakula, o ator Hal Holbrook interpreta o informante. O filme ganhou 4 Óscares, nas seguintes categorias: Melhor Ator Coadjuvante (Jason Robards), Melhor Direção de Arte, Melhor Som e Melhor Roteiro Adaptado. Foi ainda indicado em outras 4 categorias: Melhor Filme, Melhor Diretor, Melhor Atriz Coadjuvante (Jane Alexander) e Melhor Edição.
Na comédia paródica Dick de 1999 (no Brasil Todas as Garotas do Presidente) e dirigido por Andrew Fleming, o informante Garganta Profunda seria na verdade duas estudantes, interpretadas por Michelle Williams e Kirsten Dunst que, em uma de suas saídas noturnas, acabaram esbarrando sem querer nos invasores que estão grampeando o comitê do Partido Democrata.
O codinome também foi usado por outros informantes na ficção, como no seriado Arquivo X e o jogo Metal Gear Solid.